# Lodowiec fieldowy
Lodowiec fieldowy (inaczej: lodowiec norweski) – lodowiec zajmujący spłaszczony szczyt góry lub wysoko położony płaskowyż z kilkoma (kilkunastoma-kilkudziesięcioma) jęzorami lodowcowymi spływającymi w różnych kierunkach. Większe lodowce fieldowe nazywane są czaszami lodowymi.
Przykładem lodowca fieldowego jest lodowiec Jostedal w południowo-zachodniej Norwegii o powierzchni 487 km², największy lodowiec kontynentalnej Europy.